# Hans-Michael Kissel
Pour les articles homonymes, voir Kissel (homonymie).
Hans-Michael Kissel est un sculpteur allemand né à Worms en 1942. Sa production artistique, caractérisée par un fort intérêt pour la mise en mouvement des œuvres par le vent, s’inscrit dans le courant de l'art cinétique.

## Biographie
Hans-Michael Kissel a suivi des formations de travail du métal, d’orfèvrerie et de travail du bois pour l'architecture d’intérieur. Il a étudié à l'Académie d'État de dessin de Hanau (de) ainsi qu’à la Hochschule für Gestaltung Schwäbisch Gmünd, où il a été formé au design et à la sculpture. Après plusieurs stages au sein d’ateliers scandinaves, il commença à œuvrer en tant qu’artiste indépendant à partir de 1970. Il a notamment réalisé, dans le cadre des Jeux olympiques de Munich de 1972, trois sculptures cinétiques reprenant l’emblème des Jeux sous la direction de son concepteur, le graphiste Otl Aicher. Hans-Michael Kissel habite et travaille à Ladenburg (Bade-Wurtemberg).   

## Œuvres[3]
- Baum der Erkenntnis (Arbre de la connaissance), Kunstpfad Universität Ulm (de), Ulm, Bade-Wurtemberg (1992)
- Im Sternzeichen des Dädalus, Hanau, Hessen (1993/1994)
- Aktienbaum, Westend (Francfort-sur-le-Main), Hessen (1998)
- Seezeichen, Husum, Schleswig-Holstein (2002)
- Landmarke, Ladenburg, Bade-Wurtemberg (2009)

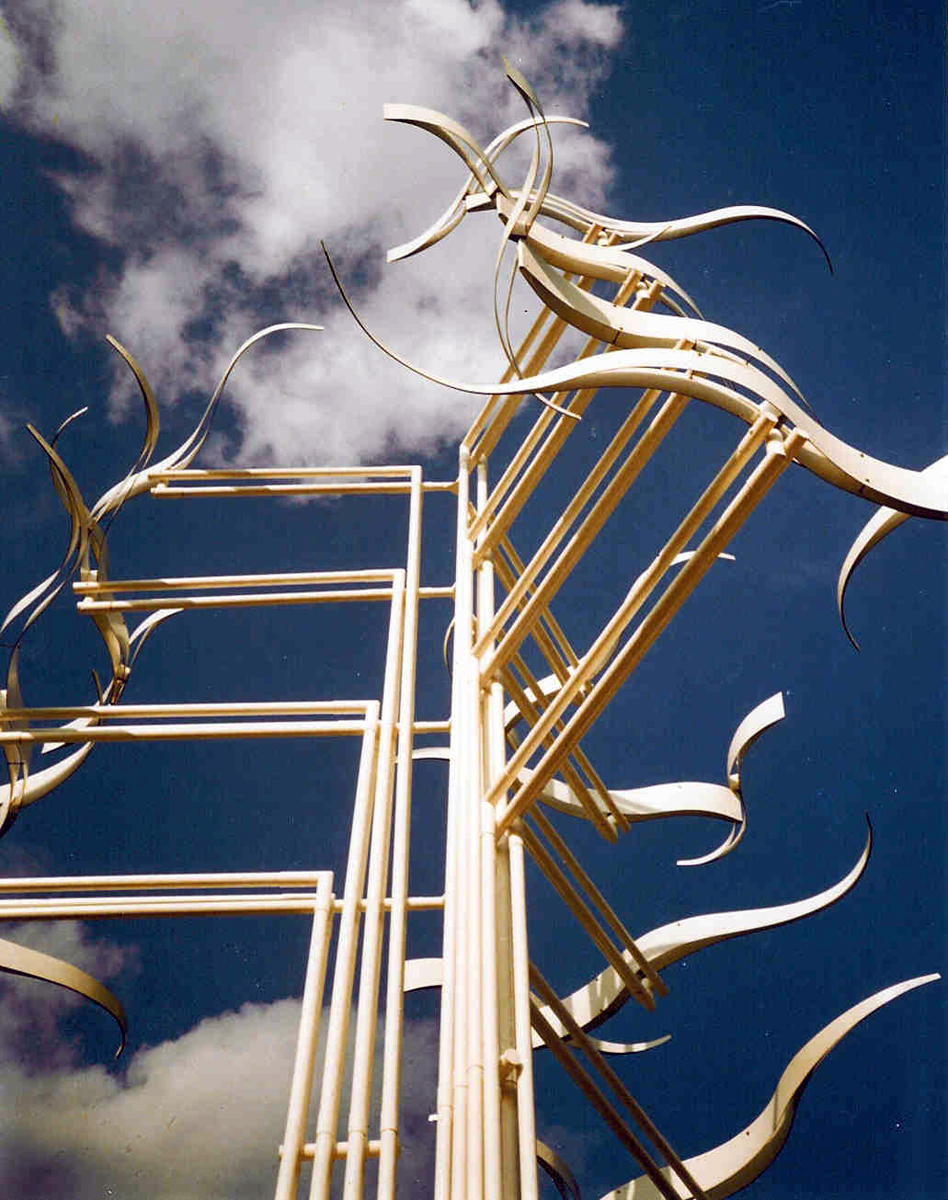
Baum der Erkenntnis, Kunstpfad Universität Ulm
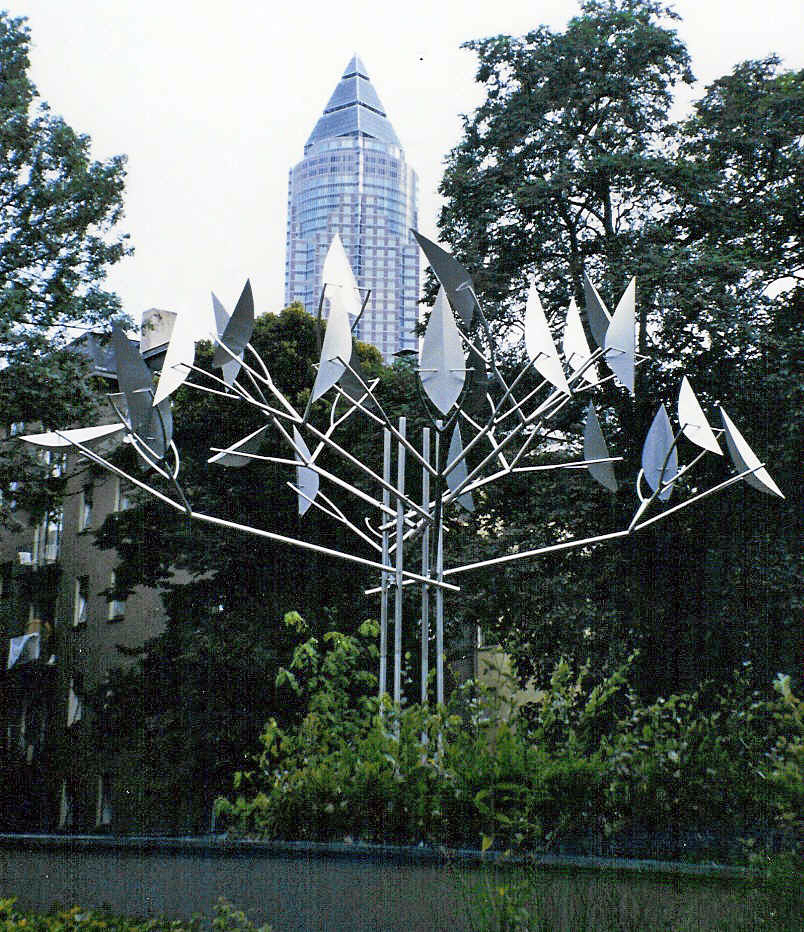
Aktienbaum, Westend (Francfort-sur-le-Main)
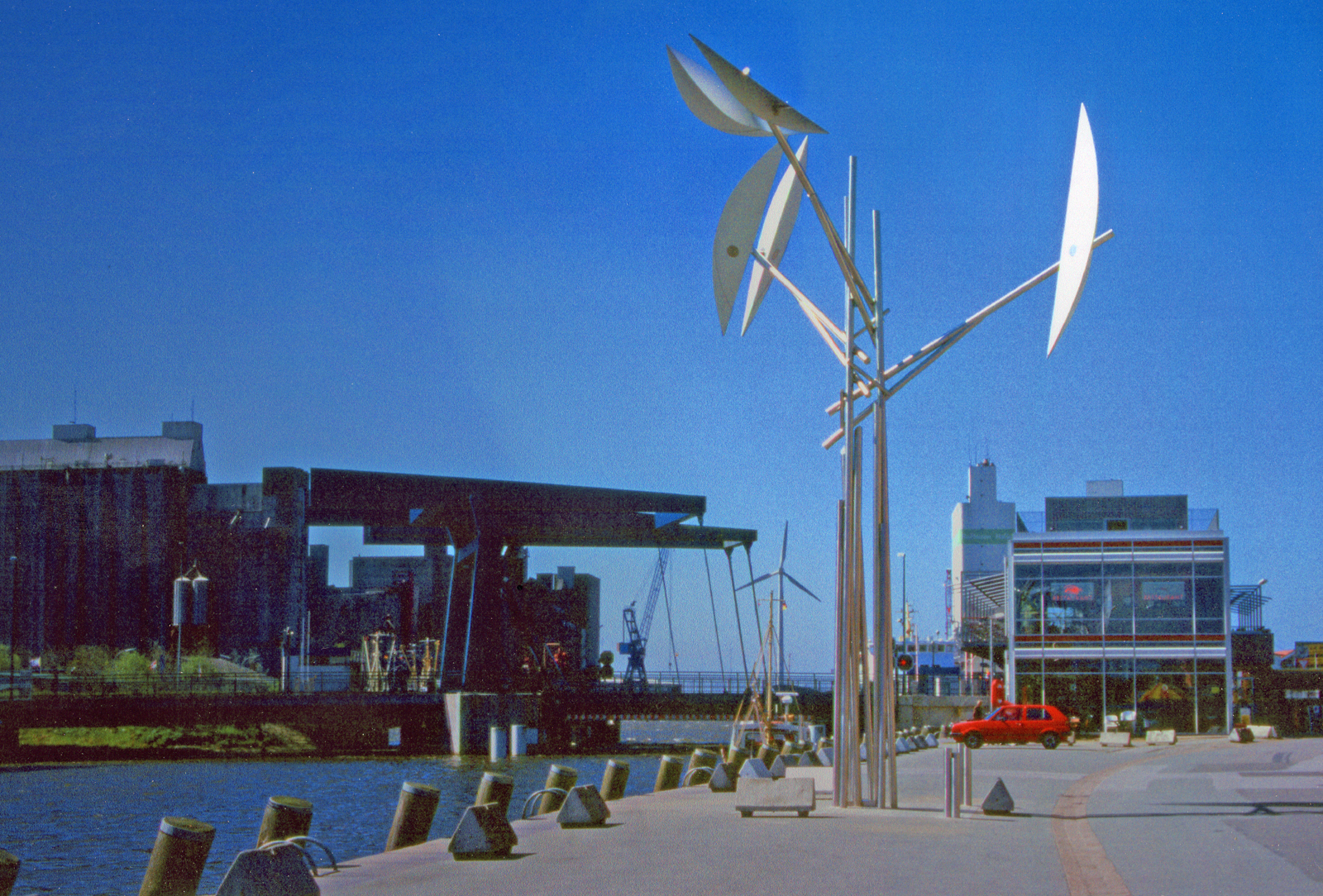
Seezeichen, Husum
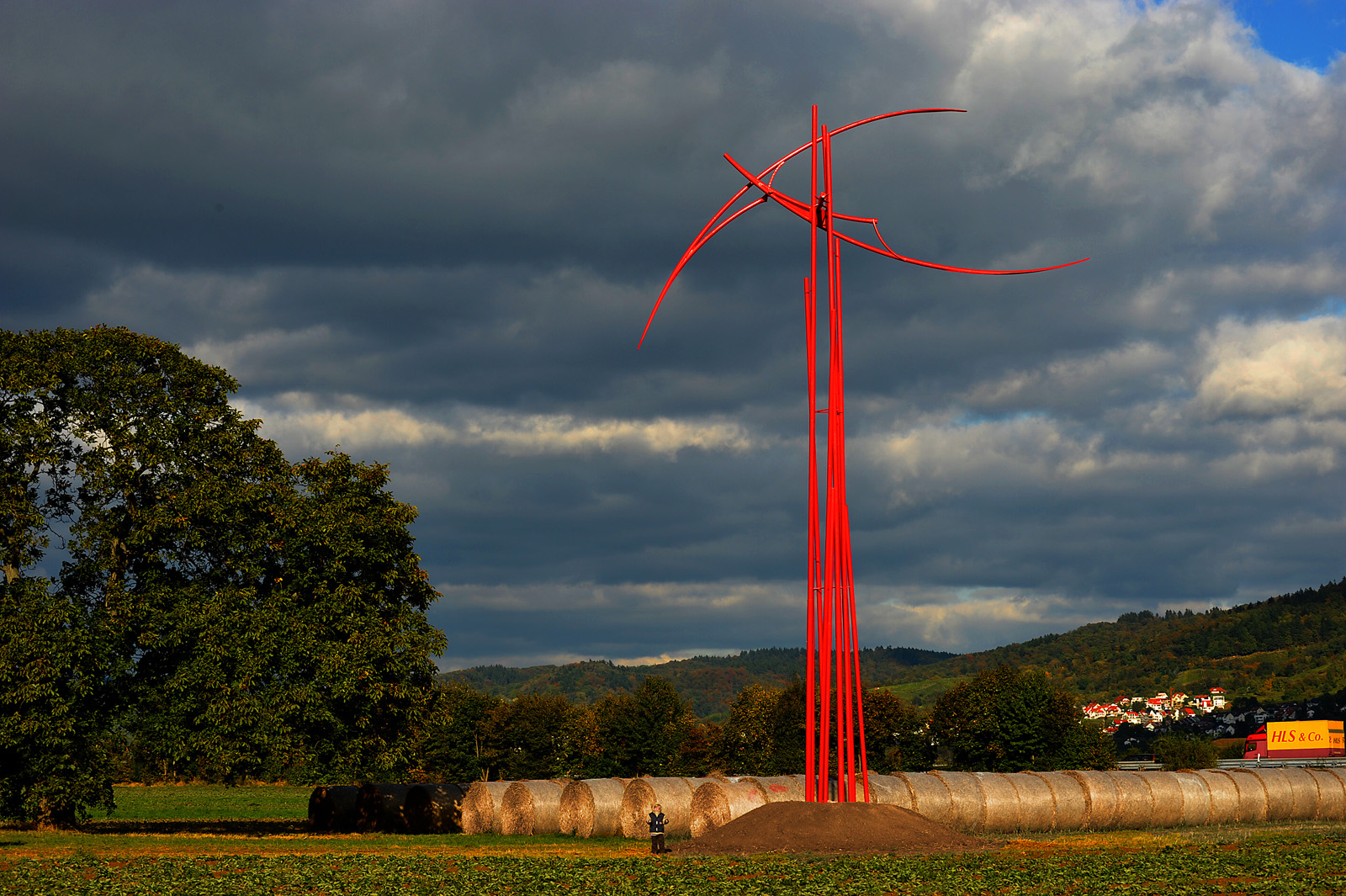
Landmarke, Ladenburg